# John G. Adolfi
John Gustav Adolfi (New York, 19 febbraio 1888 – Canoe River, 11 marzo 1933) è stato un regista, attore e sceneggiatore statunitense.
Ha partecipato, a vario titolo, a oltre un centinaio di film muti.
Era familiarmente soprannominato Jack, e occasionalmente aveva utilizzato gli pseudonimi Jack Adolfi e  John Adolfi.

## Biografia
Adolfi iniziò la sua carriera cinematografica nel 1907, come attore in The Spy: A Romantic Story of the Civil War di William V. Ranous. Dopo una trentina di film, però, dal 1913 preferì dedicarsi completamente alla regia: fece solo un'altra apparizione come attore nel 1917, una comparsata in uno dei suoi film, A Child of the Wild. Diresse 75 pellicole, fino al 1933, anno della sua morte avvenuta per emorragia cerebrale, in Canada, nella Columbia Britannica, dove era andato a caccia di orsi.

## Filmografia
La filmografia è completa. Quando manca il nome del regista, questo non viene riportato nei titoli

### Regista
- Through the Sluice Gates – cortometraggio (1913)
- Always Together – cortometraggio (1913)
- Texas Bill's Last Ride (1914)
- A Diamond in the Rough (1914/I)
- The Wheels of Destiny (1914)
- The Stolen Radium (1914)
- A Pair of Cuffs (1914)
- The Horse Wrangler – cortometraggio (1914)
- The Burden (1914)
- Blue Pete's Escape (1914)
- McCarn Plays Fate (1914)
- Through the Dark  – cortometraggio (1914)
- Turned Back (1914)
- Broken Nose Bailey (1914)
- The Runaway Freight (1914)
- The Tardy Cannon Ball (1914)
- A Blotted Page (1914)
- Detective Burton's Triumph (1914)
- A Woman Scorned (1914)
- The Kaffir's Skull (1914)
- The Beat of the Year (1914)
- Heart Beats – cortometraggio (1915)
- A Man and His Mate (1915) (con il nome John Adolfi)
- A Child of God (1915)
- Driven by Fate (1915)
- Bashful Glen (1915)
- The Man Inside, co-regia J.S. Schrock (1916)
- Merely Mary Ann (1916)
- The Sphinx (1916)
- A Modern Thelma (1916)
- Caprice of the Mountains (1916)
- Little Miss Happiness (1916)
- The Ragged Princess (1916)
- The Mischief Maker (1916)
- A Modern Cinderella (1917)
- A Child of the Wild (1917)
- The Small Town Girl (1917)
- Patsy (1917)
- The Heart of a Girl (1918)
- Queen of the Sea (1918)
- The Burden of Proof, co-regia di Julius Steger (1918)
- The Woman the Germans Shot (1918)
- Who's Your Brother? (1919)
- The Amazing Woman (1920)
- The Wonder Man (1920)
- The Little 'Fraid Lady (1920)
- The Darling of the Rich  (1922)
- Little Red School House (1923)
- What Shall I Do? (1924)
- Chalk Marks (1924)
- The Scarlet West (1925)
- Before Midnight (1925)
- Big Pal (1925)
- The Phantom Express (1925) (con il nome John Adolfi)
- The Checkered Flag (1926)
- The Jelly Fish (1926)
- Husband Hunters (1927)
- What Happened to Father? (1927)
- The Devil's Skipper (1928)
- The Little Snob (1928)
- Prowlers of the Sea (1928)
- Il tassì di mezzanotte (The Midnight Taxi) (1928)
- La parata dei peccatori  (Sinner's Parade) (1928)
- Fancy Baggage (1929)
- In the Headlines (1929)
- Evidence (1929)
- Rivista delle nazioni (The Show of Shows) (1929)
- What a Life – cortometraggio (1930)
- Dumbbells in Ermine (1930)
- Recaptured Love (1930)
- An Intimate Dinner in Celebration of Warner Bros. Silver Jubilee (1930)
- College Lovers (1930)
- La vacanza del peccatore (Sinners' Holiday) (1930)
- I gioielli rubati (The Stolen Jools, titolo USA o The Slippery Pearls titolo UK) (1931)
- The Millionaire (1931)
- Alexander Hamilton (1931)
- Compromised (1931/I)
- The Man Who Played God (1932)
- Una famiglia 900 (A Successful Calamity) (1932)
- Il giardino del diavolo (Central Park) (1932)
- The King's Vacation (1933)
- Lo zio in vacanza (The Working Man) (1933)
- Voltaire (1933)

### Attore
- The Spy: A Romantic Story of the Civil War, regia di William V. Ranous (1907)
- Othello, regia di William V. Ranous (1908)
- Romeo and Juliet, regia di James Stuart Blackton (1908)
- The Kentuckian, regia di Wallace McCutcheon (1908)
- The Fight for Freedom, regia di David Wark Griffith, Wallace McCutcheon Jr. (1908)
- Ruy Blas, regia di James Stuart Blackton (1909)
- The Life of Napoleon, regia di James Stuart Blackton (1909)
- Napoleon, the Man of Destiny, regia di James Stuart Blackton (1909)
- The Iron Master, regia di Edwin S. Porter (1911)
- Hands Across the Sea in '76, regia di Lawrence B. McGill (1911)
- The Musician's Daughter, regia di Jay Hunt (1911)
- No Wedding Bells for Me (1912)
- Bridge, regia di Étienne Arnaud (1912)
- The Kodak Contest, regia di Harry C. Mathews (1912)
- It Pays to Be Kind, regia di G.T. Evans (1912)
- A Living Memory, regia di Alec B. Francis (1912)
- The Letter with the Black Seals, regia di Étienne Arnaud – cortometraggio (1912)
- A Son's Ingratitude (1912)
- The Legend of Sleepy Hollow, regia di Étienne Arnaud (1912)
- Salvata dal Titanic (Saved from the Titanic), regia di Étienne Arnaud (1912)
- The High Cost of Living, regia di Étienne Arnaud (1912)
- The Holy City, regia di Étienne Arnaud (1912) – cortometraggio
- A Double Misunderstanding – cortometraggio
- That Loving Man – cortometraggio (1912)
- Because of Bobbie (1912)
- Boys Again (1912)
- Robin Hood, regia di Étienne Arnaud e Herbert Blaché – cortometraggio (1912)
- The Girl in the Gingham Gown  (1912)
- The Tongueless Man (1912)
- The Toll of the Sea (1912)
- Apartment No. 13 (1912)
- His Day (1912)
- When Dreams Come True, regia di Lucius Henderson (1913)
- A Child of the Wild, regia di John G. Adolfi (1917)

### Sceneggiatore
- A Man and His Mate, regia di John G. Adolfi (1915) (adattamento) (con il nome John Adolfi)
- Bashful Glen, regia di John G. Adolfi (1915) (scenario)
- Merely Mary Ann, regia di John G. Adolfi (1916) (sceneggiatore)
- A Modern Thelma, regia di John G. Adolfi (1916) (adattamento)
- The Mischief Maker, regia di John G. Adolfi (1916) (scenario)
- A Child of the Wild, regia di John G. Adolfi (1917) (scenario)
- The Small Town Girl, regia di John G. Adolfi (1917) (storia)
- Queen of the Sea, regia di John G. Adolfi (1918) (scenario)

### Produttore
- The Millionaire, regia di John G. Adolfi (1931) (produttore) (non accreditato)